# Vlk a ovečky

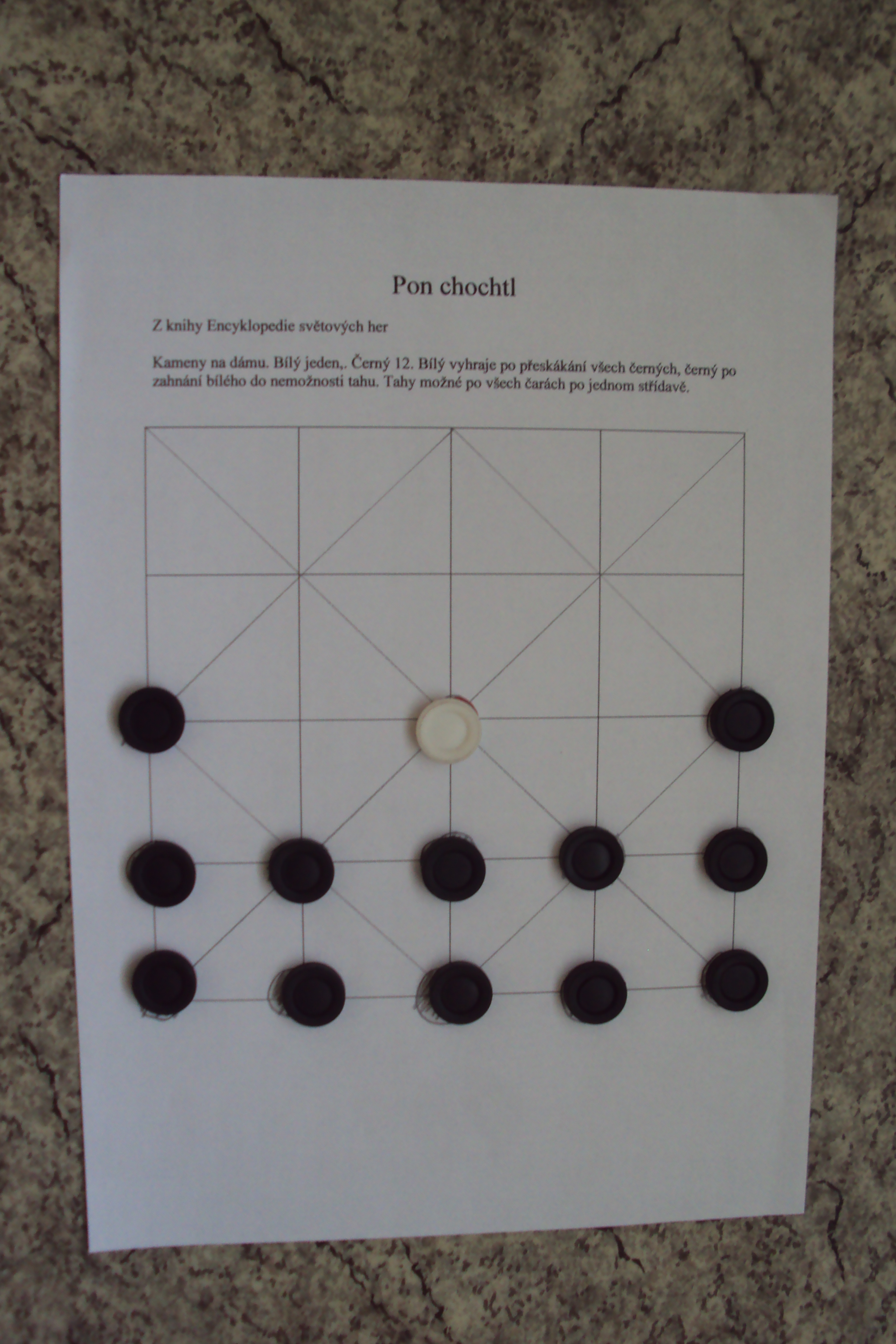
Herní plocha při zahájení hry

Vlk a ovečky je pojmenování řady her. Tyto hry jsou jak pohybové, tak strategické deskové či s tužkou a papírem. Jsou známy v řadě zemí světa pod různými jmény, např. Pon chochtl, Adugo. Deskových her tohoto druhu je mnoho variant. Smyslem je zahnat ovečky (kameny, postavy) postavou vlka (kamenem) na místo, kde nemají další tah. U pohybových her se snaží dítě – postava vlka pochytat postupně řadu jiných dětí – oveček při dodržení pravidel hry. 

## Stolní hry

### Pon chochtl
Pon chochtl je jednoduchá stolní strategická desková hra pro dva hráče. Hraje se na desce 5×5 bodů ve čtverci 4×4, bílý má 1, černý 12 kamenů. Hra končí buď přeskákáním všech černých, či zahnáním bílého kamene do postavení bez možného pohybu. Pohyb je možný po hranách i několika diagonálách. Hraje se s kameny např. od hry Dáma. Bílý má 1 kámen, černý 12. Hráči si určí barvu kamenů losem. Začíná bílý, pak se hráči střídají po jedno tahu. Bílý přeskakuje, černý nikoli. Mimo přeskoku lze táhnout vždy jen na sousední bod po vyznačené čáře. Bílý přeskočením černého kamene jej odebere ze hry a snaží se manévrovat tak, aby postupně vyřadil 10 černých kamenů. Černý se snaží bílému zamezit tahy, znehybnit jej. 

### Hra Adugo
Hra Pon chochtl je odvozena od hry brazilského původu Adugo, kde bílý je jaguárem. Tato hra má původ u amazonských indiánů kmene Bororo.

Herní plán hry Adugo

### Vlk a ovce
Další z variant se hraje na jiném druhu herního plánu. V jeho polovině je 16 kamenů bílých (oveček), v druhé dva černé (vlci). Bílé kameny postupují jen vpřed či vodorovně, černé mohou i couvat. Hra skončí, přejdou-li neodchycené ovce na druhou stranu herního plánu. Vlci je zajímají, mohou-li je přeskočit, přeskočit se nemohou dva kameny stojící těsně za sebou. Některé varianty povolují skoky vícenásobné, či s menším počtem vlků i oveček. 

## Pohybová hra
Na jedné straně velké místnosti (tělocvična) stojí řada dětí – oveček, na druhé jedno – vlk.
Na pokyn (známo s použitém říkanky) se snaží ovečky proběhnout na druhou stranu místnosti kolem vlka, který je zajímá dotykem. Obě protivné strany se pohybují pouze vpřed, nesmí se vracet. Vlkem chycená ovečka se stává v dalším kole také vlkem, oba pak chytají ovečky držíce se za ruce (nesmí se pustit). Hra končí pochytáním všech oveček, případně se může stát vítězem poslední zbylá ovečka. 